# Cola de contacte
La cola de contacte és una substància adhesiva adequada per enganxar superfícies planes com ara la fullola o la fòrmica. S'aplica prèviament a les dues superfícies que cal encolar i, quan ha perdut brillantor i ha agafat mordent, s'adhereix fortament per simple contacte. Cal tenir molt en compte que, un cop adherides, les superfícies no es poden moure.